# Michel Giraud
Michel Giraud (ur. 14 lipca 1929 w Pontoise, zm. 27 października 2011 w Morsang-sur-Seine) – francuski polityk, nauczyciel i samorządowiec, parlamentarzysta, w latach 1993–1995 minister pracy.

## Życiorys
Z wykształcenia nauczyciel, uczył przedmiotów humanistycznych w Lycée Saint-Martin w swojej rodzinnej miejscowości. Zaangażował się w działalność polityczną w ramach gaullistowskiego Zgromadzenia na rzecz Republiki. Był radnym departamentu Dolina Marny (1967–1985) oraz merem Le Perreux-sur-Marne (1971–1992). Od 1976 do 1988 i od 1992 do 1998 sprawował urząd prezydenta regionu Île-de-France. W latach 1983–1992 przewodniczył zrzeszeniu francuskich merów (AMF).
Od 1977 do 1988 wchodził w skład francuskiego Senatu. W 1988 wybrany do Zgromadzenia Narodowego, z powodzeniem ubiegał się o reelekcję w wyborach w 1993 i 1997. Od marca 1993 do maja 1995 sprawował urząd pracy, zatrudnienia i szkoleń zawodowych w rządzie Édouarda Balladura. Był później dyrektorem generalnym fundacji charytatywnej Fondation de la 2ème Chance.